# Zločin u Tajgi
Zločin u Tajgi je 23. epizoda strip edicije Marti Misterija. U SR Srbiji, tada u sastavu SFRJ, ova epizoda je objavljena prvi put u martu 1985. godine kao vanredno izdanje Lunov magnus stripa #23. u izdanju Dnevnika iz Novog Sada. Cena sveske bila je 120 dinara (1,4 DEM; 0,45 $). Ovo je 2. deo duže epizode koja je počela u #22, a nastavlja se u #24.

## Originalna epizoda
Ova epizoda je premijerno objavljena 1. februara 1984. u Italiji pod nazivom Morte nella Taiga za izdavačku kuću Boneli (Italija). Cena je bila 800 lira ($0,56; 1,39 DEM). Epizodu siu nacrtali Đanpjero Kasertano (Giampiero Casertano), a scenario je napisao Alfredo Kasteli. Naslovnu stranu nacrtao je Đankarlo Alesandrini.

## Kratak sadržaj
Grupa stiže do oblasti s neobično umjerenom klimom i otkriva ruševine neobjašnjive gradske naseobine. Nakon toga dolazi do tragedije. Profesor Kulik, koji je neprijateljski nastrojen prema Martiju, pokušava da ga ubije, ali sam strada. Pre toga je nagovarao Nađu da ga ubije, ucjenjujući je tvrdnjom da će njen otac biti optužen za proneveru sovjetske ideologije i da će ona izgubiti svoje radno mesto zbog istorije njenog oca. Kulik je ispalio nekoliko hitaca pre nego što je poginuo, pa su članovi ekspedicije, koji su svi bili agenti KGB-a, odmah za to optužili Martija. Ipak, Martiju je uspelo da pobegne sa Javom i Nađom. Sklonili su se u pećinu, gde je Nađa pala u trans i oživela priču o tajanstvenom narodu koji je živeo u Tunguskoj. Ovaj narod je bio sastavljen od izgnanika iz mnogih zemalja koji su stigli u Sibir tragajući za obećanom zemljom u kojoj bi mogli da žive u miru.

## Debitantska epizoda za Kasertana
Ovo je prvi Kasertanov rad na Marti Misteriji. (Nacrtao je još Rušilački um i Čarobni napitak, specijal Car demon kao i par kratkih priča). Ipak, on će strip publici postati poznat kasnije po svom radu na serijalu Dilan Dog.

## Istorijski događaj
U pominje se tragedija džambo jeta Korean Airlines, oborenog 1. septembra 1983. godine od strane ruskog Miga dok je preletao more Japana u punom sovjetskom vazdušnom prostoru. Zajedno sa suzbijanjem Solidarnosti u Poljskoj 1981. godine, ovaj događaj predstavlja jedan od najkritičnijih trenutaka u političkoj napetosti između Sovjetskog Saveza i Sjedinjenih Američkih Država tokom 1980-ih za vreme Hladnog rata.

## Lik naučnika Kulika
Doktor Kulik je zapravo profesor Leonid Aleksijevič Kulik (1883, Tartu, Estonija - 1942), ruski naučnik koji je prvi izveo ekspediciju u Sibir.

## Cenzura
Dnevnik je u izdanju iz 1985. godine na više mesta cenzuirsao ovu epizodu kroz izmenjene dijaloge ili izbacivanje čitavih scena.

## Reprize ove epizode
U Srbiji je ova epizoda reprizirana u knjizi #4 kolekcionarske edicije Biblioteka Marti Mistrija koju je objavio Veseli četvrtak, 17.7.2022. U Italiji je epizoda prvi put reprizirana u 1. februara 1991. godine u okviru edicije Tutto Martyn Mystere, dok je u Hrvatskoj prvi put reprizirana kao #14. u izdanju Libelusa 18.4.2008. pod nazivom Tunguska!.  Ova epizoda je u Italiji izašla još u Raccolti, #11/12 i u tuttoMystere seriji #22/24.

## Prethodna i naredna sveska vanrednog izdanja LMS
Prethodna sveska nosila je naziv Tunguska (#22), a naredna Putovanje u budućnost (#24).
Pogledati još: Marti Misterija (spisak epizoda)